# Ernst Brundin
Ernst Ivar Sture Brundin, född 21 april 1902 i Malmö, död 25 februari 1971, var en svensk målare och grafiker.
Brundin studerade vid olika målarskolor i Stockholm och Göteborg samt under studieresor i utlandet. Hans konst består av blomsterstilleben, vintermotiv och landskapsmålningar i olja eller pastell samt träsnitt i färg. Brundin är representerad i Gustav VI Adolfs konstsamling. Han är begravd på Skogskyrkogården i Stockholm.